# Sidewise Award for Alternate History

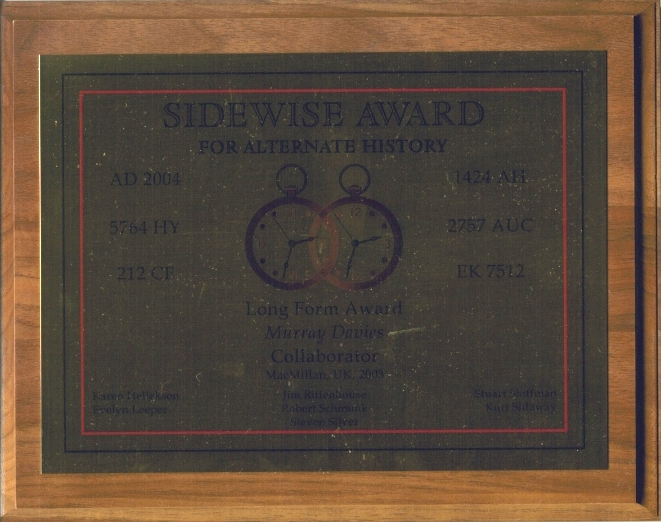
Sidewise Award voor Murray Davies' roman Collaborator

De Sidewise Awards for Alternate History zijn prijzen voor de beste verhalen en romans van het jaar in het fictiegenre alternatieve geschiedenis. Deze werden in 1995 voor het eerst uitgereikt.
De naam van de prijs komt van Sidewise in Time, een kort verhaal uit 1934 geschreven door Murray Leinster. Hierin zorgt een vreemde storm ervoor dat delen van de Aarde van plaats verwisselen met dezelfde plaatsen uit een alternatieve tijdlijn.
De prijzen werden bedacht door Steven H. Silver, Evelyn C. Leeper en Robert B. Schmunk. In de loop van de jaren varieerde het aantal juryleden tussen drie en acht.
Ieder jaar worden er twee prijzen uitgereikt, meestal op de conventie Worldcon. De prijs voor kort werk wordt gegeven voor een werk met minder dan 60.000 woorden: korte verhalen, novelles en gedichten. De prijs voor lang werk wordt uitgereikt voor werk met meer van 60.000 woorden. Dit kan een roman zijn, maar ook een hele serie. De jury kan daarnaast ook nog een Special Achievement Award uitreiken voor werk dat geschreven werd voordat de prijzen werden uitgereikt.

## Winnaars

### Lang werk
- 2022 B.L. Blanchard, The Peacekeepe
- 2021 Laurent Binet, Civilizations
- 2020 Adrian Tchaikovsky, The Doors of Eden
- 2019 Annalee Newitz, The Future of Another Timeline
- 2018 Mary Robinette Kowal, The Calculating Stars
- 2017 Bryce Zabel, Once There Was a Way
- 2016 Ben H. Winters, Underground Airlines
- 2015 Julie Mayhew, The Big Lie
- 2014 Kristine Kathryn Rusch, The Enemy Within
- 2013 (ex aequo) D.J. Taylor, The Windsor Faction & Bryce Zabel, Surrounded by Enemies: What If Kennedy Survived Dallas?
- 2012 C. J. Sansom, Dominion
- 2011 Ian R. MacLeod, Wake Up and Dream
- 2010 Eric G. Swedin, When Angels Wept: A What-If History of the Cuban Missile Crisis
- 2009 Robert Conroy, 1942
- 2008 Chris Roberson, The Dragon's Nine Sons
- 2007 Michael Chabon, The Yiddish Policemen's Union
- 2006 Charles Stross, The Family Trade, The Hidden Family en The Clan Corporate
- 2005 Ian R. MacLeod, The Summer Isles
- 2004 Philip Roth, The Plot Against America
- 2003 Murray Davies, Collaborator
- 2002 (ex aequo) Martin J. Gidron, The Severed Wing & Harry Turtledove, Ruled Britannia
- 2001 J. N. Stroyar, The Children's War
- 2000 Mary Gentle, Ash: A Secret History
- 1999 Brendan DuBois, Resurrection Day
- 1998 Stephen Fry, Making History
- 1997 Harry Turtledove, How Few Remain
- 1996 Stephen Baxter, Voyage
- 1995 Paul J. McAuley, Pasquale's Angel

### Kort werk
- 2022 Eric Choi, A Sky and a Heaven, ex aequo met
- 2022 Wole Talabi, A Dream of Electric Mothers
- 2021 Alan Smale, Gunpowder Treaso
- 2020 Matthew Kresal, Moonshot
- 2019 Harry Turtledove, Christmas Truce
- 2018 Oscar (Xiu) Ramirez en Emmanuel Valtierra, Codex Valtierra
- 2017 Harry Turtledove, Zigeuner
- 2016 Daniel M. Bensen, Treasure Fleet, ex aequo met
- 2016 Adam Rovner, What If the Jewish State Had Been Established in East Africa
- 2015 Bill Crider, It Doesn't Matter Anymore
- 2014 Ken Liu, The Long Haul: From the Annals of Transportation
- 2013 Vylar Kaftan, The Weight of the Sunrise
- 2012 Rick Wilber, Something Real
- 2011 Lisa Goldstein, Paradise Is a Walled Garden
- 2010 Alan Smale, A Clash of Eagles
- 2009 Alastair Reynolds, The Fixation
- 2008 Mary Rosenblum, Sacrifice
- 2007 (ex aequo) Michael Flynn (schrijver), Quaestiones Super Caelo Et Mundo & Kristine Kathryn Rusch, Recovering Apollo 8
- 2006 Gardner Dozois, Counterfactual
- 2005 Lois Tilton, Pericles the Tyrant
- 2004 Warren Ellis, The Ministry of Space
- 2003 Chris Roberson, O One
- 2002 William Sanders, Empire
- 2001 Ken MacLeod, The Human Front
- 2000 Ted Chiang, Seventy-two Letters
- 1999 Alain Bergeron, The Eighth Register (vertaald door Howard Scott)
- 1998 Ian R. MacLeod, The Summer Isles
- 1997 William Sanders, The Undiscovered
- 1996 Walter Jon Williams, Foreign Devils (in War of the Worlds: Global Dispatches)
- 1995 Stephen Baxter, Brigantia's Angels

### Special Achievement
- 2018 Eric Flint, voor het bieden van kansen aan schrijvers van alternatieve geschiedschrijving, voornamelijk door ze aan te laten haken op zijn 1632-serie.
- 1999 Randall Garrett: De Lord Darcy-serie
- 1997 Robert N. Sobel: For Want of a Nail
- 1995 Lyon Sprague de Camp, lifetime achievement